# 奥利维埃·梅西安
奥利维耶·欧仁·普罗斯珀·夏尔·梅西安（法語：Olivier Eugène Prosper Charles Messiaen，1908年12月10日—1992年4月27日），法国作曲家、管风琴演奏家、鳥類學家。作为20世纪主要作曲家之一，他也是杰出的作曲和音乐分析教师。
梅西安11岁进入巴黎音乐学院，师从保罗·杜卡斯、莫里斯·埃马努埃尔、夏爾-馬里·魏多、马塞尔·迪普雷等人。1931年，他被任命为巴黎圣三一教堂的管风琴师，在此职位上工作了61年，直到去世。1930年代，他在巴黎歌唱学校任教。1940年法国沦陷后，梅西安在德国战俘营施塔拉格VIII-A被囚禁了九个月，在那里他为监狱中仅有的四种乐器钢琴、小提琴、大提琴、单簧管创作了《时间终结四重奏》。这部作品由梅西安和他的狱友为囚犯和狱卒首演。1941年获释后不久，梅西安被任命为巴黎音乐学院和声学教授。1966年，他又被任命为该学院的作曲教授，直到1978年退休前一直担任这两个职位。他有许多杰出学生，包括伊阿尼斯·泽纳基斯、乔治·本杰明、亚历山大·格尔、皮埃尔·布列兹、雅克·埃蒂、特里斯坦·米拉伊、卡尔海因茨·施托克豪森、库塔格·捷尔吉、伊冯娜·洛里奥，洛里奥后来成为他的第二任妻子。
梅西安在听到某些音乐和弦时会感知到颜色（一种被称为音色联觉的现象）；据他说，这些颜色的组合在他的创作过程中很重要。他周游列国，作品受多种影响启发，包括日本音乐、印度尼西亚的甘美蘭（调音的打击乐器在他的管弦乐作品中经常占据突出地位）、犹他州布莱斯峡谷的景观和亞西西的方濟各的生平。他着迷于鸟鸣声，在世界各地记录鸟鸣声，并将鸟鸣声转录入他的音乐中。
梅西安的音乐在节奏上很复杂。在和声和旋律方面，他采用了他称之为“有限移调调式”的系统，这是他从早期作品和即兴创作产生的材料系统中抽象出来的。他为室内乐团、管弦乐团、声乐、独奏管风琴和钢琴创作音乐，并尝试使用当时在欧洲开发的新型电子乐器。短暂一段时间里，他尝试了与“整体序列主义”相关的参数化，在这个领域他经常被视为先驱。对色彩的创新使用、对时间与音乐关系的构想、对鸟鸣声的运用使梅西安的音乐与众不同。

## 生平

### 青年和学习时期

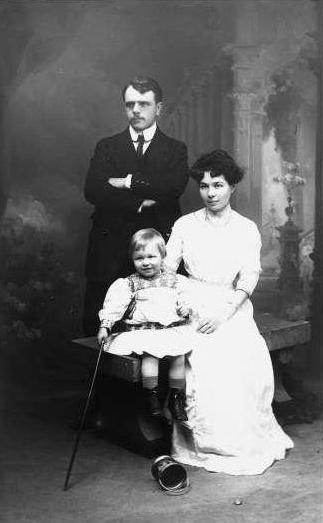
1910年的梅西安与他的父母

奥利维耶·欧仁·普罗斯珀·夏尔·梅西安于1908年12月10日出生在法国亞維農西克斯特-伊斯纳德大街20号的一个文学世家。母亲塞西尔·安娜·玛丽·安托瓦妮特·绍瓦热是诗人，出版的诗歌系列《萌芽的灵魂》（《当地球转动时》的最后一章）中提到了她未出生的儿子，梅西安后来说这些诗深深地影响了他，并称之为预言了他未来的艺术生涯。父亲皮埃尔·莱昂·约瑟夫·梅西安是英语学者兼教师，来自南韦尔维克附近的一个农场，也曾将威廉·莎士比亚的戏剧翻译为法语。他的弟弟阿兰·安德烈·普罗斯珀·梅西安比他小四岁，后来成为诗人。
第一次世界大战爆发时，皮埃尔参军，塞西尔带着两个儿子去格勒诺布尔与她的兄弟同住。在那里，梅西安开始着迷于戏剧，经常给弟弟朗诵莎士比亚的作品，两人还有用半透明玻璃包装纸做成背景幕布的自制玩具剧院。这时他也皈依了罗马天主教。后来，梅西安在格勒诺布尔南部建造了一座房子，并在那里创作了他的大部分作品，多菲内的阿尔卑斯山让他感到最为亲切。
梅西安开始学习钢琴课程，此前他已经自学了弹奏。他对法国作曲家克洛德·德彪西和莫里斯·拉威爾当时的新作品很感兴趣，圣诞节时他会要求亲友送他歌剧的声乐谱。他还攒钱买乐谱，包括爱德华·格里格的《皮爾金組曲》，说“美丽的挪威旋律线带有民歌的味道……让我爱上了旋律”。他大约此时开始作曲。
1918年，他的父亲从战争中归来，全家搬到了南特。梅西安继续上音乐课；他的一位老师让·德·吉邦给了他德彪西歌剧《佩利亚斯与梅丽桑德》的乐谱，梅西安称之为“一道霹雳”、“可能对我影响最大的作品”。次年，他的父亲在巴黎索邦大学获得教职。1919年，11岁的奥利维耶进入了巴黎音乐学院。

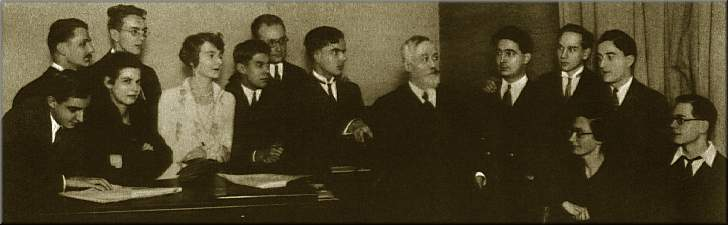
1929年巴黎音乐学院保罗·杜卡斯的作曲课。梅西安坐在最右边；杜卡斯站在中央

梅西安在音乐学院取得了优异的学习成绩。1924年，15岁的他在让·加隆的和声课程中获得二等奖。1925年，他获得钢琴伴奏一等奖，1926年获得赋格一等奖。在师从莫里斯·埃马纽埃尔后，他在1928年获得音乐史二等奖。埃马纽埃尔研究古希腊节奏和西方传统外的音阶，这使梅西安也开始对其感兴趣。在展示钢琴即兴演奏技巧后，梅西安开始师从马塞尔·迪普雷学习管风琴，并于1929年获得管风琴演奏和即兴创作一等奖。1927年秋天，在跟随夏爾-馬里·魏多学习作曲一年后，他进入了新上任的保罗·杜卡斯的班级。就在课程开始前不久，梅西安的母亲因结核病去世。尽管悲伤，他还是继续学习，并在1930年获得作曲一等奖。
在学生时代，他创作了他的第一批出版作品——八首钢琴前奏曲（更早的《天国的宴席》之后出版）。这些作品展示了梅西安对有限移调调式和回文节奏（梅西安称之为不可逆节奏）的运用。他的第一部正式公开的作品是1931年的管弦乐组曲《被遗忘的奉献》。同年他第一次听到甘美蘭乐团的演奏，这使他开始对使用调音的打击乐器感兴趣。

### 圣三一教堂、青年法兰西、梅西安的战争时期

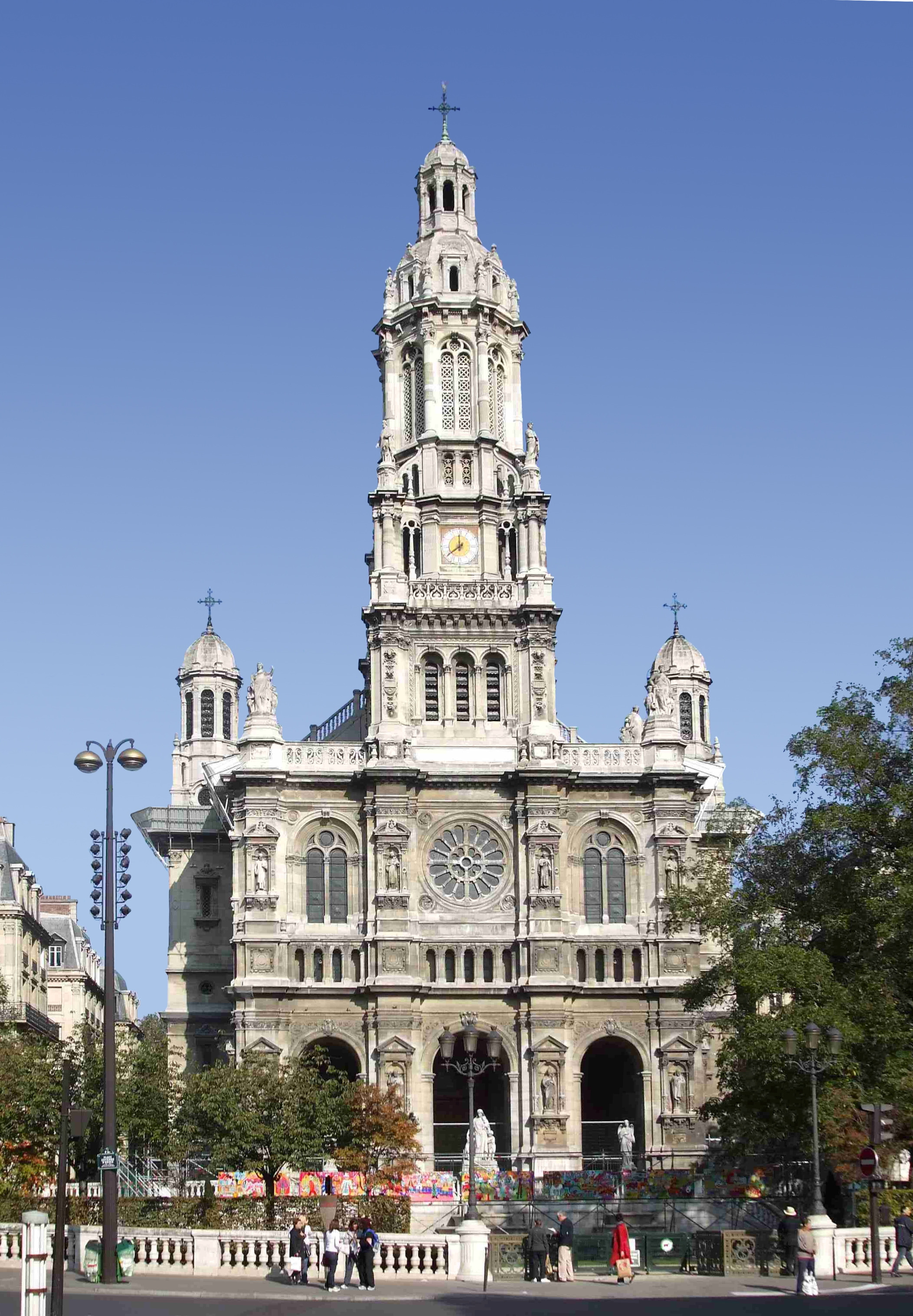
巴黎圣三一教堂，梅西安在此担任正式管风琴师长达61年

1927年秋，梅西安加入了迪普雷的管风琴课程。迪普雷后来写道，梅西安先前从未见过管风琴控制台，静静地坐了一个小时听迪普雷解释、演示，一周后回来就以非常高的水准演奏了约翰·塞巴斯蒂安·巴赫的C小调幻想曲。从1929年起，梅西安经常在圣三一教堂代替身体欠佳的夏尔·凯弗演奏。1931年凯弗去世后，这个职位空缺，迪普雷、夏尔·图内米尔和维多尔等人随即支持梅西安接替该空缺职位。维多尔还为他的正式申请撰写了推荐信。同年，他成功获得这份工作，并在这个教堂担任管风琴师超过60年。1930年代初，他还开始在巴黎歌唱学校任教。1932年，他创作了管风琴曲《永恒圣堂的显现》。

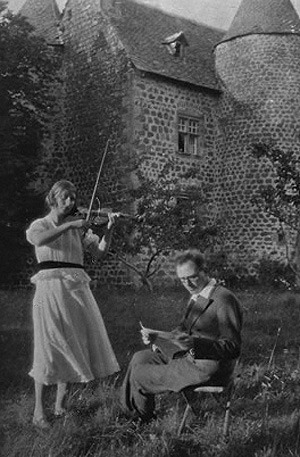
与克莱尔·德尔博斯

同年，他与小提琴家、作曲家克莱尔·德尔博斯（维克多·德尔博斯的女儿）结婚。这不仅激发他为她创作专由她演奏的作品（他们结婚那年创作了《为小提琴与钢琴的主题与变奏》），也鼓舞他用音乐谱写家庭的幸福，包括1936年创作、37年配器的声乐套曲《献给Mi的诗》（Mi是梅西安对妻子的昵称）。1937年7月14日，梅西安的儿子帕斯卡·埃马纽埃尔出生；梅西安创作《地与天之歌》来庆祝这一时刻。这段婚姻在二战末期悲剧化，德尔博斯在一次手术后失忆。她余生都在精神病院度过。
在这段时期，他创作了几部多乐章的管风琴作品。他于1933–34年将1932–33年创作的管弦乐组曲《升天》改编为管风琴曲，用全新的乐章《灵魂面对属于它的基督荣耀时的狂喜》（法語：Transports de joie d'une âme devant la gloire du Christ qui est la sienne）替换了管弦乐版的第三乐章。1934年，梅西安发表了他的第一部重要管风琴作品《主的诞生》。四年后，他创作了后续作品《光荣的身体》，于1945年首演。
1936年，梅西安与安德烈·若利韦、丹尼尔·勒叙尔和伊夫·博德里耶组成了“青年法兰西”。他们的宣言含蓄地抨击了当时巴黎音乐界盛行的轻浮风气，否定了让·科克托1918年的《公鸡与小丑》（法語：Le coq et l'arlequin），主张“具有真诚、慷慨、艺术良知的推动力的鲜活的音乐”。这是梅西安职业生涯中一段短暂的论战的时期。
1937年，梅西安开始对电子乐器馬特諾音波琴感兴趣，并接受巴黎博览会委托，为塞纳河上的灯光水景表演创作了马特诺音波琴六重奏作品《水光庆典》。他随后也常在作品中使用这一乐器。

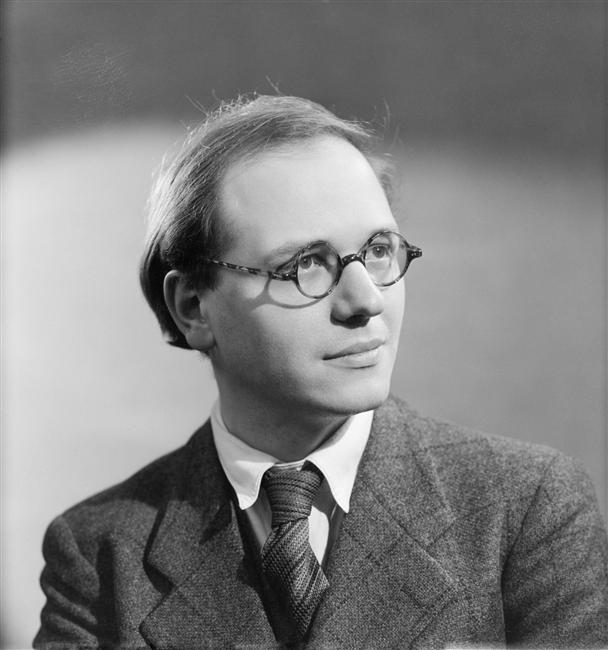
阿尔古工作室1937年拍摄的梅西安肖像

第二次世界大战爆发时，梅西安被征召入法国军队。由于视力不佳，他被编入医辅而非战斗部队。他在凡尔登被俘，结识了单簧管演奏家亨利·阿科卡；1940年5月，二人被带到格尔利茨，在施塔拉格VIII-A战俘营中又遇到大提琴手艾蒂安·帕基耶和小提琴手让·勒·布莱尔。梅西安遂为三人创作了一部三重奏，后来逐渐将其融入更宏大的新作《时间终结四重奏》。在友好的德国警卫卡尔-阿尔贝特·布吕尔的帮助下，他获得了稿纸和铅笔。这部作品于1941年1月首次在战俘和警卫面前演出，作曲家在严寒中弹奏一架保养不善的立式钢琴，三重奏使用的是二手的破旧乐器。集中营生活迫使梅西安更多地内省、反思，这孕育出了这部公认的20世纪古典音乐杰作。标题中的“时间终结”暗指启示录，也指梅西安与前辈和同时代人完全不同的通过节奏、和声使用时间的方式。
2004年12月，面向儿童、青少年、艺术家、音乐家以及当地所有人的欧洲教育文化中心“梅西安音乐交汇点”开始在施塔拉格VIII-A战俘营遗址建立。在梅西安遗孀洛里奥的参与下，这一德国和波兰两国议会区的联合项目得以发展，于2014年完工。

### 《》与序列主义
1941年5月，梅西安从格尔利茨获释，这主要是由于他的朋友和老师马塞尔·迪普雷的劝说。此时已家喻户晓的梅西安被任命为巴黎音乐学院的和声学教授，他在那里教学直到1978年退休。1944年，他编写并出版了《我的音乐语言技巧》（法語：Technique de mon langage musical），其中引用了许多他自己音乐的例子，特别是《时间终结四重奏》。尽管他只有三十多岁，但他的学生们形容他为杰出的教师。他的早期学生包括作曲家皮埃尔·布列兹和卡雷·霍伊瓦尔茨。其他学生包括1952年的卡尔海因茨·施托克豪森，1956-57年的亚历山大·格尔，1962-63年的雅克·埃蒂，1967-72年的特里斯坦·米拉伊，以及70年代末的乔治·本杰明。1951年，希腊作曲家伊阿尼斯·泽纳基斯被介绍给他；梅西安敦促泽纳基斯在音乐中利用他的数学和建筑知识。
1943年，梅西安为伊冯娜·洛里奥和自己创作了双钢琴曲《阿门的视象》。不久之后，他为她创作了大型独奏钢琴套曲《圣婴二十默想》。同样为洛里奥创作的还有为女声合唱团和管弦乐队而作的《明圣示现的小礼拜三种》（1943–44年）中一段难度很高的钢琴独奏部分。
《阿门的视象》两年后，梅西安受和传说启发创作了声乐套曲《哈拉维》。他后来还创作了两部关于人类爱情而非神圣之爱的作品：一部是受謝爾蓋·庫塞維茲基的委托而作的《图伦加利拉交响曲》（1946–48年）。梅西安说委托并没有指定作品长度或乐团规模，而它的确长达十个乐章，且演奏需要超过一百名乐手。它不是传统意义上的交響曲，而是对人类的结合和爱情的欢乐的广大冥想。它不包含中的性爱罪恶感，因为梅西安认为性爱是神圣的礼物。另一部是为12名无伴奏歌手而作的《五首歌》（1948年），梅西安称其受到了遊唱詩人晨歌的影响。1949年，梅西安前往美国，库塞维兹基和利奥波德·斯托科夫斯基上演了他的作品。同年，《图伦加利拉交响曲》在美国首演，由伦纳德·伯恩斯坦指挥。
梅西安在巴黎音乐学院教授分析。1947年，他在布达佩斯教学两周，并与洛里奥一起演出。1949年，他在坦格活德教学，并在达姆施塔特夏校呈示了他的作品。虽然他没有采用十二音技法，但在教授十二音乐谱分析（包括阿诺德·勋伯格的作品）三年后，他尝试将其他元素（包括时值、发音和力度）组为“音阶”（类比将音高组为半音音階）。这些创新的结果是钢琴套《节奏研究四种》（1949–50年）中的《时值与强度模式》，它被描述为“整体序列主义”的第一部作品；虽然这一说法有些误导，但它的确对欧洲最早的序列主义作曲家（布列兹和施托克豪森等）产生了很大影响。在这期间，他还尝试了具体音乐，即将录制声音作为作曲原材料的音乐。

### 鸟鸣与1960年代
1952年，梅西安为长笛和钢琴创作了《乌鸫》，作为巴黎音乐学院的长笛演奏者的测试曲目。虽然他长期以来一直着迷于鸟鸣，在他早期的几部作品中也偶有体现（例如《主的诞生》《时间终结四重奏》《圣婴二十默想》），但这部作品的创作完全基于乌鸫的歌声。
这一创作理念在他1953年的管弦乐作品《百鸟苏醒》中达到新的高度——其素材几乎完全由汝拉山午夜到中午之间的鸟鸣组成。从这一时期开始，梅西安将鸟鸣融入他的作品中，并创作了几部以鸟为标题和主题的作品（例如1958年完成的13首钢琴曲集《鳥類圖誌》，以及1971年的《园林莺》）。保罗·格里菲斯观察到，梅西安比任何以前的作曲家都更加认真地研究鸟类学，也比任何以前的鸟类学家都更具音乐思维地聆听鸟鸣。

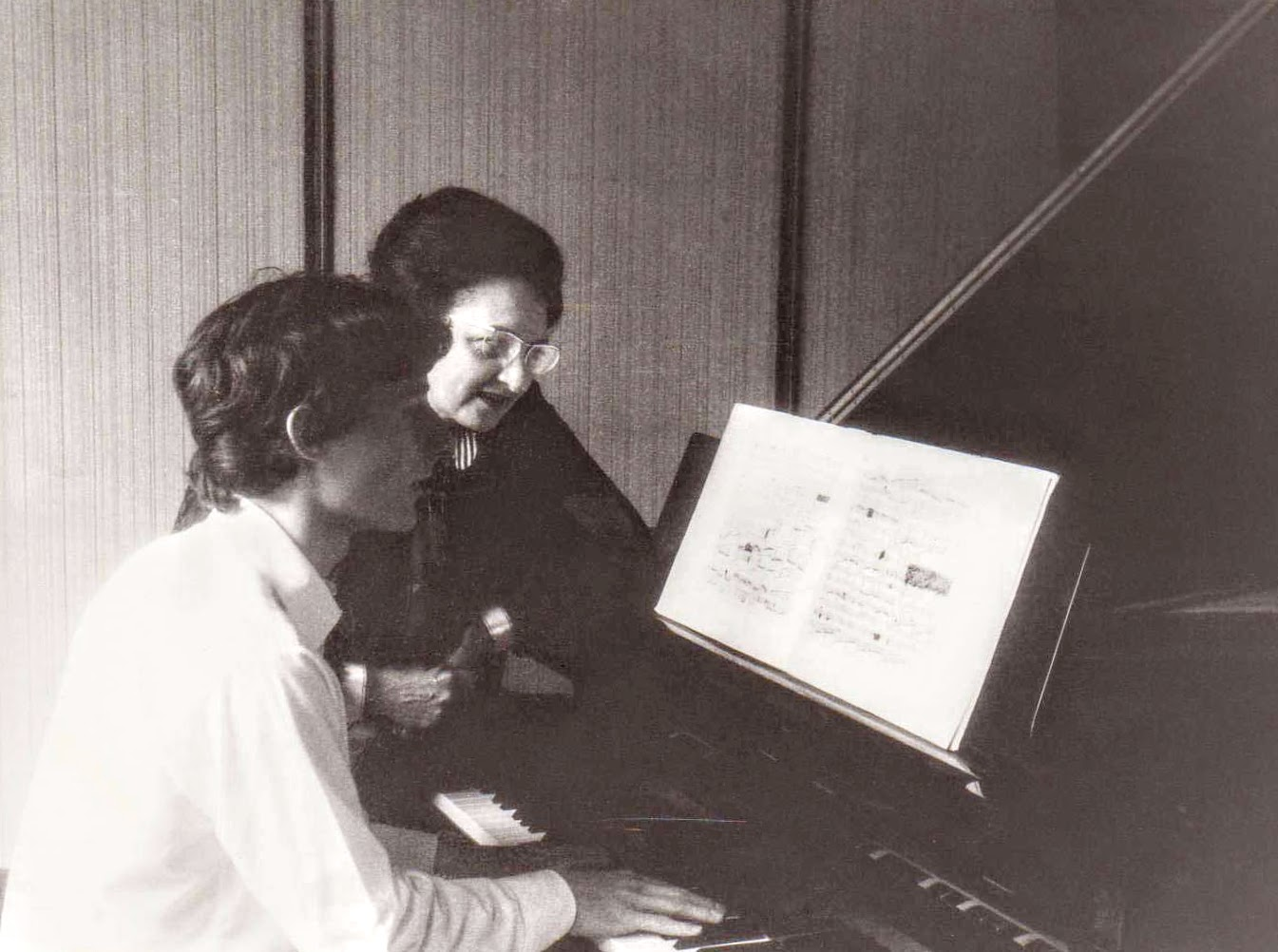
伊冯娜·洛里奥教授钢琴（1982年）

1959年，梅西安的第一任妻子德尔博斯在长期疾病后去世，1961年他与洛里奥结婚。他开始周游列国，参加音乐活动，并在野外寻找、记录更多异国鸟类的歌声。尽管如此，他只会说法语。洛里奥常协助丈夫详细研究鸟鸣，与他散步时会录制鸟鸣供之后参考。1962年，他前往日本，那里的雅乐和能剧启发了他创作管弦乐“日本素描”《七俳句》，其中包含对传统日本乐器的风格化模仿。
此时，梅西安的音乐得到了包括布列兹在内的许多人的支持，布列兹在他的音乐领域音乐会和多瑙埃兴根音乐节上安排了以下作品的首演：《百鸟苏醒》《时间色彩》（1960年为同年多瑙埃兴根音乐节而作）和《天城色彩》（1963年）。《天城色彩》是应委托而作，原委托配器是三支长号和三架木琴，但梅西安增加了更多的铜管、木管、打击乐器和钢琴，并指定使用一架木琴、一架木林巴和一架马林巴，而不是三架木琴。这一时期的另一部作品《我等待死者的复活》（1964年）是为纪念两次世界大战的死者而作，首先在聖禮拜堂半私密地演出，然后在沙特尔主教座堂公开演出，夏爾·戴高樂出席。
他的作曲家声誉持续提高；1959年，他被提名为荣誉军团军官。1966年，他正式被任命为巴黎音乐学院作曲教授，尽管他已事实上教授作曲多年。其他荣誉包括1967年的法兰西学会院士、1968年的法兰西艺术院院士、1971年的伊拉斯谟奖，1975年的皇家爱乐协会金奖、恩斯特·冯·西门子音乐奖、1977年的莱奥妮·桑宁音乐奖（丹麦最高音乐荣誉）、1982年的沃爾夫藝術獎、1980年的比利时司令十字皇冠勋章。

### 《显圣容》《峡谷》《圣方济各》《彼岸》
梅西安的下一部作品是长约1小时40分钟的《我主耶稣基督显圣容》，花费了他从1965年到69年的四年时间。演奏这部作品需要多达一百人的十声部合唱团、七件独奏乐器和大型管弦乐团；其14个乐章是对耶穌顯聖容故事的冥想。完成后不久，梅西安收到了爱丽丝·塔利为庆祝美國建國二百周年的创作委托。他于1972年春天安排了一次美国之行，并受犹他州布赖斯峡谷独特的色彩和鸟鸣启发创作了12个乐章的管弦乐作品《峡谷至群星……》，于1974年在纽约首演。

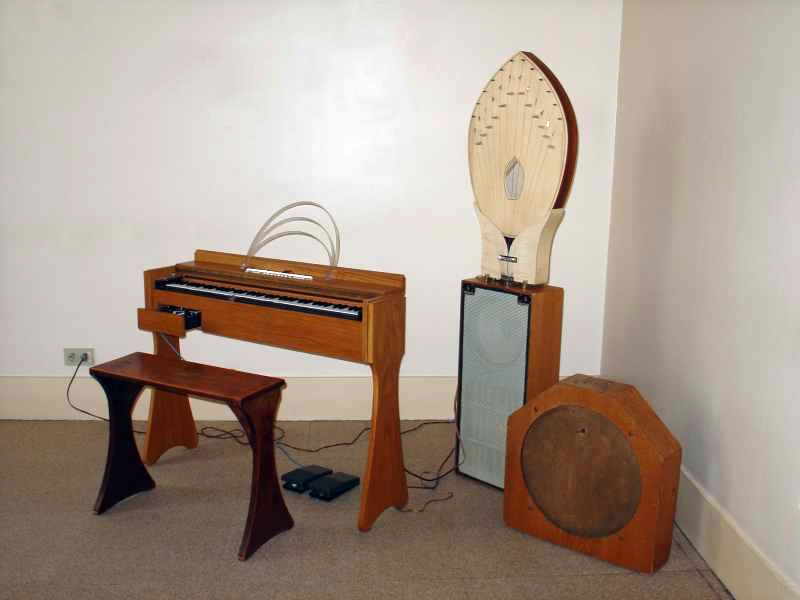
梅西安在他的多部作品中使用了电子乐器馬特諾音波琴（图）；歌剧《亚西西的圣方济各 (梅西安)》的管弦乐团包括该乐器三台

1971年，他被要求为巴黎歌劇院创作一部作品。起初他不愿承担如此重大的项目，但在法国总统乔治·蓬皮杜的劝说下接受了委托，并在准备了两年后于1975年开始创作《亚西西的圣方济各》（1975—1983年）。整部作品创作过程耗时耗力（他还自己写了剧本），其中配器于1979年到1983年间完成。梅西安更愿意将最终作品描述为“奇观”（法語：spectacle）而不是传统意义上的歌剧。它于1983年由小泽征尔首演。当时一些评论家认为这部歌剧将是他的告别之作（有时梅西安自己也这么想），但他继续创作。1984年，他出版了重要的管风琴作品集《圣餐礼之书》；其他作品包括为独奏钢琴创作的鸟鸣曲，以及钢琴协奏作品。
1978年夏天，由于法国法律，梅西安被迫从巴黎音乐学院退休。1987年，他被提升为荣誉军团的一等大十字勋位，并在伦敦由他的老友让·朗格莱授勋。一次手术使他无法参加1978年的70岁生日庆祝活动，但在1988年庆祝他80岁生日时，他出席了伦敦皇家節日音樂廳的《亚西西的圣方济各》全本演出现场，厄剌托唱片为庆生也发行了一套17张CD的梅西安音乐全集，其中包括一张梅西安与克劳德·萨米埃尔对话的光盘。
尽管梅西安在生命的最后时期承受着相当大的痛苦（需要反复进行背部手术），他仍完成了纽约爱乐的委托作品《彼岸的闪光……》，该作品在他去世六个月后首演。1992年4月27日，他在克利希的博容医院去世，享年83岁。
在整理他的文件时，洛里奥发现，在生命的最后几个月里，他一直在为四位他特别感激的音乐家创作一部协奏曲：她自己、大提琴家姆斯季斯拉夫·罗斯特罗波维奇、双簧管演奏家海因茨·霍利格、长笛演奏家卡特琳·康坦（因此命名为《四重协奏曲》）。五个预定的乐章中有四个基本完成；洛里奥在乔治·本杰明的建议下完成了第一乐章后半部分和整个第四乐章的配器。这部作品于1994年9月由被题献的四人首演。

## 音乐

例1：《异国鸟》乐谱的一页。这个例子展示了梅西安对古代和异域节奏的运用（在乐谱底部近处的打击乐部分，Asclepiad和Sapphic是古希腊节奏，而Nibçankalîla是来自沙楞伽提婆的塔拉）。它还展示了梅西安在记录鸟鸣时的精确性：这里辨识出的鸟类是由铜管和木管乐器演奏的白冠噪鹛（garralaxe à huppe blanche），以及由木琴演奏的圃拟鹂（troupiale des vergers）

梅西安的音乐被认为超出西方音乐传统的范畴，不过它们源自于这一传统并受到其影响。他的大部分作品否定西方音乐中推进、发展和自然音阶和声解决的惯例。这部分是由于他作曲技巧的对称性——例如，有限移调调式与西方古典音乐中常见的終止式相斥。
“梅西安年轻时对莎士比亚描绘的人类激情和魔幻世界的着迷也影响了他后来的作品。”梅西安对神学的罪恶等方面不感兴趣；他而是专注于喜悦、聖愛和得救。
梅西安不断发展新的作曲技巧，将它们融入他现有的音乐风格；他的最后作品仍保留了有限移调调式的使用。对许多评论家来说，这种持续发展使得从《时间终结四重奏》开始的每一部主要作品都是梅西安对他先前所有创作的有意识总结。同时，他的作品很少缺乏新的技术理念——简单的例子包括在《圣三一奥秘的冥想》中引入的“可交流语言”（法語：langage communicable），为《峡谷至群星……》发明的新打击乐器地音琴，以及在《亚西西的圣方济各》某些鸟鸣片段中个别部分与主要脉动不同步的自由。
除了发现新技巧外，梅西安还研究和吸收了外国音乐，包括古希腊节奏、印度节奏（他接触到了沙楞伽提婆列出的120个节奏单元，即塔拉）、巴厘岛和爪哇的甘美蘭、鸟鸣、日本音乐（见例1中他使用古希腊和印度节奏的实例）。
虽然他在强调自己技巧的学术探索（他编写了两部著述，其中由五卷组成的第二部分在他去世时未写完但基本成型，并在他死后出版），并且是音乐分析大师，但他认为技巧的发展和研究只是达到智力、美学、情感的手段。因此，梅西安坚持认为，音乐作品必须符合三个独立的标准：有趣、悦耳动听、能打动听众。
梅西安为钢琴创作了大量音乐。尽管他自己是出色的钢琴家，但无疑得到了洛里奥高超的技巧和传达复杂节奏和节奏组合的能力的协助；从《阿门的视象》开始，他在钢琴创作中都会考虑她的演奏能力。梅西安说：“我能允许自己创作出最异常而奇特的作品，因为她能演奏一切。”

### 西方影响
现代法国音乐的发展对梅西安影响很大，特别是德彪西的音乐和他对全音音階的使用（梅西安在他的有限移调调式中命名为第一调式）。梅西安在他的作品中很少使用全音音阶，因为他说，在德彪西和杜卡斯之后“没有什么可以补充的”，但他使用的调式同样具有对称性。
梅西安非常欣赏伊戈尔·斯特拉文斯基的音乐，特别是他在早期作品如《春之祭》中节奏和管弦乐色彩的使用。他还受到了海托爾·維拉-羅伯斯的鲜艳的管弦乐色彩的影响，维拉-洛博斯在1920年代居住在巴黎，在那里举办的音乐会广受赞誉。在键盘作曲家中，梅西安特别提到了让-菲利普·拉莫、多梅尼科·斯卡拉蒂、弗雷德里克·肖邦、德彪西、伊萨克·阿尔贝尼斯。他喜爱莫杰斯特·穆索尔斯基的音乐，并在他的作品中融入了《鲍里斯·戈杜诺夫》中他称之为“M形”旋律动机的各种变体，尽管他将其中最后的音程从純四度改为增四度（见例3）。
梅西安还受到超现实主义的影响，这可以从钢琴《前奏曲》中的一些标题看出（如《风中的倒影》），以及他诗歌中的一些意象（他将诗歌作为某些作品的序言出版，例如《被遗忘的奉献》）。

### 色彩
色彩是梅西安音乐的核心。他认为“调性”、“调式”、“序列”等只是为音乐分析服务的具有误导性的术语。对他来说，没有所谓调性、调式、序列作品，只有有色彩或无色彩的音乐。他说蒙特威尔第、莫扎特、肖邦、瓦格纳、穆索尔斯基、斯特拉文斯基都创作了具有浓烈色彩的音乐。
在梅西安的一些乐谱中，他标注了音乐中的颜色（特别是在《天城色彩》和《峡谷至群星……》中）——目的是帮助指挥家理解，而不是指定听众应该体验哪些颜色。色彩在梅西安作品中的重要性与他的联觉有关，这使他在听到或想象音乐时能体验到颜色（他能以非视觉的形式体验相关颜色，而不是从视觉上直接看到它们，这是最常见的联觉形式）。在他的多卷乐理论著《论节奏、色彩、鸟鸣》（法語：Traité de rythme, de couleur, et d'ornithologie）中，梅西安描述了某些和弦的颜色。他的描述有简单的（“金色和棕色”）也有非常详细的（“蓝紫色岩石。上面散布着灰色小方块，钴蓝，深普鲁士蓝，伴有一点紫罗兰色，金色，红色，红宝石色，以及淡紫色、黑色和白色的星星。蓝紫色是主色调”）。
当被问及梅西安对后世作曲家的主要影响是什么时，乔治·本杰明说：“我认为纯粹的……色彩产生了巨大的影响，……色彩不再只是装饰性元素，[梅西安展示了]色彩可以成为结构性的、基本的元素，……成为音乐本身的基本材料。”

### 对称
梅西安的许多作曲技巧都使用了时间和音高的对称性。

#### 时间

例2：《前奏曲 (梅西安)》中《逝去的瞬间》（Instants défunts）的第一小节。这是梅西安早期使用回文节奏（他称之为“不可逆节奏”）的一个例子

从他最早的作品开始，梅西安就使用了不可逆（回文）节奏（见例2）。他有时将节奏与和声序列结合，其结合方式是：如果无限重复结合过程，理论上音乐会经历所有可能的排列并最终回到起点。对梅西安来说，这代表了“不可能的魅力”。他只能在作品中呈现这一无限过程的一部分，似乎是为了让事先了解这一概念的听众得以瞥见永恒。该理论在他作品中最早的例子是《时间终结四重奏》第一乐章中钢琴和大提琴乐段。

#### 音高
梅西安使用有限移调调式（法語：modes à transposition limitée），这一术语也是由他发明。其特点是音阶中的音符被移调半音的次数是有限的。例如，伊奥尼安调式中的C大調由C-D-E-F-G-A-B组成，这些音升高半音后成为D♭-E♭-F-G♭-A♭-B♭-C-D♭，组成降D大调，再升高半音后成为D-E-F♯-G-A-B-C♯-D，组成D大调，以此类推，可以形成12个音阶。但是全音音階（梅西安命名为第一调式）只存在两种移调：C-D-E-F♯-G♯-A♯和D♭-E♭-F-G-A-B，后者再升高半音后成为D-E-F♯-G♯-A♯-C，其中出现的音和第一个音阶相等。梅西安从他的即兴创作和早期作品的和声中抽象出这些调式，除全音音階外还发现了六种，分别只存在三、四、六、六、六、六种移调，并宣称这七种在数学上就是所有可移调次数小于12次的音阶。使用这些调式创作的音乐避免了传统的大调和声进行，例如第二调式（即八音音阶）恰好允许主音在属七和弦外。

### 时间和节奏

例3：《时间终结四重奏》中的《七支号角的狂怒之舞》（Danse de la fureur, pour les sept trompettes）。它展示了梅西安对“附加”节奏的运用——在这个例子中，是在基本的八分音符节奏上添加不成对的十六分音符，并通过加点来延长最后一个八分音符的时值。它还展示了梅西安所称的“鲍里斯”M形动机的使用（片段的最后五个音符）

除了使用不可逆节奏和印度塔拉，梅西安还使用“附加”节奏进行创作，即略微延长个别音符或在原本规则的节奏中插入短音符（见例3），或者以相同的时值缩短或延长节奏中的每个音符（例如，在重复节奏时给每个音符添加一个十六分音符）。梅西安作品中经常出现节奏单元在两个和三个之间不规则交替，他所崇敬的斯特拉文斯基在《春之祭》中也曾使用这一手法。
导致梅西安音乐中常规时间观念被悬置的一个因素是他经常指定极慢的速度：《时间终结四重奏》的第五乐章《赞美耶稣的永恒》（法語：Louange à l'eternité de Jésus）谱上的标记就是“无限缓慢”（法語：infiniment lent）。梅西安还使用了“色彩时值”的概念，如《管风琴之书》中的《六十四个时值》（法語：Soixante-quatre durées），梅西安将其描述为：“64个色彩时值，从1到64个32分音符——分成4组，从两端到中心，前后交替——作为一个螃蟹卡农处理。整个作品充满了鸟鸣。”

### 和声

例4：《鳥類圖誌》中的《金黄鹂》。钢琴家左手演奏的鸟鸣（记录在下谱表）是基本音，而右手演奏的较轻柔的和声改变了这些基本音的音色

除了在和声上使用有限移调音阶外，梅西安还认为泛音列给和弦提供了在纯粹的序列音乐中所缺失的环境，他称之为“共振”。一个例子是《前奏曲》第一首《鸽子》（法語：La colombe）的最后两小节：和弦是由基音E的泛音构建的。
梅西安还创作了一种将最低音或基音与更高的音符或和弦结合的音乐，其中高音的音量要比低音轻得多。这些高音完全不被视为传统的和声，而是作为泛音来改变基音的音色，就像管风琴上的混合音栓一样；例如《鳥類圖誌》中的《金黄鹂》鸟鸣（例4）。
梅西安经常不以历史上传统的用法使用大调和弦（例如，他经常使用加六和弦作为解决）。

### 鸟鸣

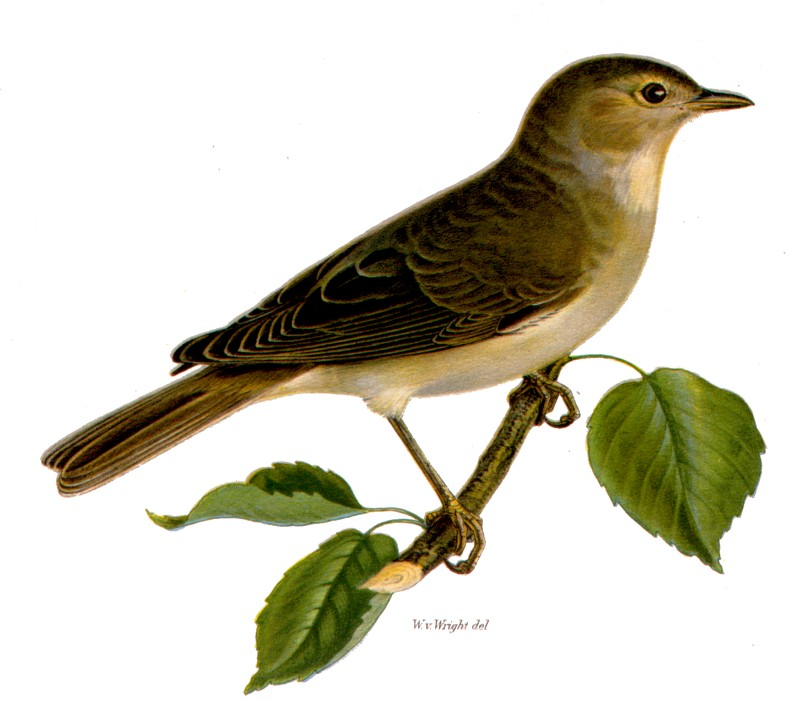
园林莺为梅西安的作品《园林莺 (梅西安)》提供了标题和大部分素材

梅西安从小就着迷于鸟鸣，在这方面他得到了杜卡斯的鼓励，杜卡斯曾敦促他的学生：“倾听鸟鸣，他们是伟大的大师。”梅西安在一些早期作品中加入了风格化的鸟鸣（包括《时间终结四重奏》中的《鸟的深渊》（法語：L'abîme d'oiseaux）），通过有限移调调式、和弦着色等技巧将其融入他的音响世界。纵观创作生涯，他对鸟鸣的描绘日益精湛，到《百鸟苏醒》已经炉火纯青：整部作品都是由鸟鸣构建而成：实际上它是一部为管弦乐队而作的黎明合唱。《时间色彩》中长五分钟的第六乐章也是如此，其由18把小提琴演奏，每把小提琴演奏不同的鸟鸣。梅西安会在乐谱中标注鸟类种类（见例1和4）。这些作品并非简单转录鸟鸣；纯粹以鸟为灵感的作品（如《鸟类图志》和《园林莺》）同时也是唤起景观、色彩、氛围的音诗。

### 序列主义
梅西安为少数几部作品创造了持续时间、力度、音色的音阶，类比于音高组成的半音音阶。音乐学家认为《时值与强度模式》在音乐史上很重要，并将“整体序列主义”的发明归功于他，这反而让他感到恼火。
梅西安后来引入了他称之为“可交流语言”的概念，一种用于编码句子的“音乐字母表”。他首次在管风琴作品《圣三一奥秘的冥想》中使用了这种技巧；其中“字母”包括表示“拥有”、“存在”和“上帝”等概念的动机，而编码的句子包含托马斯·阿奎那著作中的片段。

## 著作
- Messiaen, Olivier. . Paris: Editions H. Lemoine. 1933. OCLC 1080796385.
- ——. . La Revue musicale. No. 116. 1936: 79–86.
- ——. . Le monde musical. No. 3. 1938-03-31: 34.
- ——. . Syrinx. 1938-05: 26–27.
- ——. . La Revue musicale. No. 191. 1939: 91–92.
- ——. . Paris: Alphonse Leduc. 1939. OCLC 843636910.
- ——. . Paris: Alphonse Leduc. 1944. OCLC 690654311.[119]
- ——. . . By Jolivet, André. Paris: Costallat. 1946. OCLC 884442941.
- ——. . La Revue musicale. No. 206. 1947: 107–108.
- ——. . Melos. No. 25/12. 1958: 381–385 （德语）.
- ——. . Paris: Alphonse Leduc. 1960. OCLC 855187. Essentially a republishing of Messiaen 1958.
- ——. . . By Roustit, Albert. Roanne: Horvath. 1970  [2024-08-31]. （原始内容存档于2023-07-22）.
- ——. . Paris: Alphonse Leduc. 1978. OCLC 4354577.
- ——. . Bloomington: Frangipani Press. 1986. OCLC 911921727.
- ——. . Paris: Librairie Séguier. 1987. OCLC 928373831.
- ——. . Introduction and Japanese translation by Naoko Tamamura. Paris: Alphonse Leduc. 1988. OCLC 22921969.
- ——. . . By ——. Paris: Librairie Séguier. 1991. OCLC 463610307.
- ——.  (7 volumes). Paris: Alphonse Leduc. 1994–2002. OCLC 931220676.
- ——; Loriod, Yvonne. . Paris: Éditions Durand. OCLC 995326437.

## 进一步阅读
- Baggech, Melody Ann (1998). An English translation of Olivier Messiaen's "Traite de Rythme, de Couleur, et d'Ornithologie". Norman: The University of Oklahoma.
- Bauer, Dorothee (2023). Olivier Messiaen's Livre du Saint Sacrement Mystery of the Eucharistic Presence. Paderborn: Brill Schöningh, edited and translated by David Vogels
- Barker, Thomas (2012). "The Social and Aesthetic Situation of Olivier Messiaen's Religious Music: Turangalîla Symphonie" （页面存档备份，存于）. International Review of the Aesthetics and Sociology of Music 43/1:53–70.
- Benitez, Vincent P. (2000). "A Creative Legacy: Messiaen as Teacher of Analysis". College Music Symposium 40: 117–139.
- Benitez, Vincent P. (2001). Pitch Organization and Dramatic Design in Saint François d'Assise of Olivier Messiaen. PhD diss., Bloomington: Indiana University.
- Benitez, Vincent P. (2002). "Simultaneous Contrast and Additive Designs in Olivier Messiaen's Opera Saint François d'Assise" Music Theory Online 8.2 (August 2002).
- Benitez, Vincent P. (2004). "Aspects of Harmony in Messiaen's Later Music: An Examination of the Chords of Transposed Inversions on the Same Bass Note". Journal of Musicological Research 23, no. 2: 187–226.
- Benitez, Vincent P. (2004). "Narrating Saint Francis's Spiritual Journey: Referential Pitch Structures and Symbolic Images in Olivier Messiaen's Saint François d'Assise". In Poznan Studies on Opera, edited by Maciej Jablonski, 363–411.
- Benitez, Vincent P. (2008). "Messiaen as Improviser". Dutch Journal of Music Theory 13, no. 2 (May 2008): 129–144.
- Benitez, Vincent P. (2009). "Reconsidering Messiaen as Serialist". Music Analysis 28, nos. 2–3 (2009): 267–299 (published 2011-04-21).
- Benitez, Vincent P. (2010). "Messiaen and Aquinas". In Messiaen the Theologian, edited by Andrew Shenton, 101–126. Aldershot: Ashgate.
- Benítez, Vincent Pérez (2019). Olivier Messiaen's Opera, Saint François d'Assise. Bloomington, Indiana: Indiana University Press. ISBN 978-0-253-04287-3.
- Boivin, Jean (1993). La Classe de Messiaen: Historique, reconstitution, impact. Ph.D. diss. Montreal: Ecole Polytechnique, Montreal.
- Boswell-Kurc, Lilise (2001). Olivier Messiaen's Religious War-Time Works and Their Controversial Reception in France (1941–1946). Ph.D. diss. New York: New York University.
- Bruhn, Siglind. . Hillsdale, New York: Pendragon Press. 2007. ISBN 978-1-57647-129-6.
- Burns, Jeffrey Phillips (1995). Messiaen's Modes of Limited Transposition Reconsidered. M.M. thesis, Madison: University of Wisconsin-Madison.
- Cheong Wai-Ling (2003). "Messiaen's Chord Tables: Ordering the Disordered". Tempo 57, no. 226 (October): 2–10.
- Cheong Wai-Ling (2008). "Neumes and Greek Rhythms: The Breakthrough in Messiaen's Birdsong". Acta Musicologica 80, no. 1:1–32.
- Dingle, Christopher (2013). Messiaen's Final Works. Farnham, UK: Ashgate. ISBN 978-0-7546-0633-8.
- Fallon, Robert Joseph (2005). Messiaen's Mimesis: The Language and Culture of the Bird Styles. Ph.D. diss. Berkeley: University of California, Berkeley.
- Fallon, Robert (2008). "Birds, Beasts, and Bombs in Messiaen's Cold War Mass". The Journal of Musicology 26, no. 2 (Spring): 175–204.
- Festa, Paul. . San Francisco: Bar Nothing Books. 2008.
- Goléa, Antoine. . Paris: Julliard. 1960.
- . . Oxford University Press.
- Griffiths, Paul; Nichols, Roger. . Latham, Alison  (编).  new. Oxford and New York: Oxford University Press. 2002. ISBN 978-0-19-866212-9 –Internet Archive.
- Hardink, Jason M. (2007). Messiaen and Plainchant. D.M.A. diss. Houston: Rice University.
- Harris, Joseph Edward (2004). Musique colorée: Synesthetic Correspondence in the Works of Olivier Messiaen. Ph.D. diss. Ames: The University of Iowa.
- Hill, Matthew Richard (1995). Messiaen's Regard du silence as an Expression of Catholic Faith. D.M.A. diss. Madison: University of Wisconsin–Madison.
- Laycock, Gary Eng Yeow (2010). Re-evaluating Olivier Messiaen's Musical Language from 1917 to 1935. Ph.D. diss. Bloomington: Indiana University, 2010.
- Luchese, Diane (1998). Olivier Messiaen's Slow Music: Glimpses of Eternity in Time. Ph.D. diss. Evanston: Northwestern University
- McGinnis, Margaret Elizabeth (2003). Playing the Fields: Messiaen, Music, and the Extramusical. Ph.D. diss. Chapel Hill: The University of North Carolina at Chapel Hill.
- Nelson, David Lowell (1992). An Analysis of Olivier Messiaen's Chant Paraphrases. 2 vols. Ph.D. diss. Evanston: Northwestern University
- Ngim, Alan Gerald (1997). Olivier Messiaen as a Pianist: A Study of Tempo and Rhythm Based on His Recordings of Visions de l'amen. D.M.A. diss. Coral Gables: University of Miami.
- Peterson, Larry Wayne (1973). Messiaen and Rhythm: Theory and Practice. Ph.D. diss. Chapel Hill: University of North Carolina at Chapel Hill.
- Puspita, Amelia (2008). The Influence of Balinese Gamelan on the Music of Olivier Messiaen. D.M.A. diss. Cincinnati: University of Cincinnati
- Reverdy, Michèle. . Paris: Alphonse Leduc. 1988. ISBN 978-2-85689-038-7.
- Rischin, Rebecca.  new. Cornell University Press. 2006. ISBN 978-0-8014-7297-8.
- Schultz, Rob (2008). "Melodic Contour and Nonretrogradable Structure in the Birdsong of Olivier Messiaen". Music Theory Spectrum 30, no. 1 (Spring): 89–137.
- Schloesser, Stephen. . Grand Rapids: Eerdmans. 2014. ISBN 9780802807625.
- Shenton, Andrew (1998). The Unspoken Word: Olivier Messiaen's 'langage communicable'. Ph.D. diss. Cambridge: Harvard University.
- Shenton, Andrew. . Abingdon, Oxon & New York: Routledge. 2008. ISBN 978-0-7546-6168-9.
- Shenton, Andrew (编). . Abingdon, Oxon & New York: Routledge. 2010. ISBN 978-0-7546-6640-0.
- Sholl, Robert. . Cambridge & New York: Cambridge University Press. 2008. ISBN 978-0-521-83981-5.
- Sholl, Robert. . Reaktion Books. 2024. ISBN 978-1789148657.
- Simeone, Nigel (2004). "'Chez Messiaen, tout est priére': Messiaen's Appointment at the Trinité". The Musical Times 145, no. 1889 (Winter): 36–53.
- Simeone, Nigel (2008). "Messiaen, Koussevitzky and the USA". The Musical Times 149, no. 1905 (Winter): 25–44.
- Waumsley, Stuart.  new. Paris: Alphonse Leduc. 1975. LCCN 77-457244. OCLC 2911308.
- Welsh Ibanez, Deborah (2005). Color, Timbre, and Resonance: Developments in Olivier Messiaen's Use of Percussion Between 1956–1965. D.M.A. diss. Coral Gables: University of Miami
- Zheng, Zhong (2004). A Study of Messiaen's Solo Piano Works. Ph.D. diss. Hong Kong: The Chinese University of Hong Kong.

### 电影
- 《永恒圣堂的显现》（英語：Apparition of the Eternal Church，2006年），保罗·费斯塔导演，关于31名艺术家对梅西安音乐的评价
- 《80岁的梅西安》（英語：Messiaen at 80，1988年），休·纳森导演；BFI数据库条目
- 《梅西安与鸟》（法語：Olivier Messiaen et les oiseaux，1973年），米歇尔·法诺、德尼斯·蒂阿尔导演
- 《奥利维耶·梅西安：水晶礼拜》（英語：Olivier Messiaen – The Crystal Liturgy，2007年），奥利维耶·米勒导演
- 《奥利维耶·梅西安：作品》（英語：Olivier Messiaen: Works，1991年），片中包含梅西安在巴黎圣三一教堂即兴演奏管风琴的录像
- 《南岸秀之奥利维耶·梅西安：信仰的音乐》（英語：The South Bank Show: Olivier Messiaen: The Music of Faith，1985年），艾伦·本森导演；BFI数据库条目.

### 聆听
- YouTube上的《被遗忘的奉献》，特奥多尔·库伦齐斯指挥西南广播电台交响乐团
- YouTube上的《升天》，大卫·罗伯森指挥荷蘭廣播愛樂樂團
- YouTube上的《献给Mi的诗》，皮埃尔·布列兹指挥克利夫兰管弦乐团，弗朗索瓦丝·波莱（英语：Françoise Pollet）演唱女高音
- YouTube上的《光荣的身体》，奥利维耶·拉特里（英语：Olivier Latry）演奏管风琴
- YouTube上的《时间终结四重奏》，安特耶·魏特哈斯演奏小提琴、索尔·加贝塔（英语：Sol Gabetta）演奏大提琴、萨宾娜·迈耶演奏单簧管、贝特朗·沙马尤（英语：Bertrand Chamayou）演奏钢琴
- YouTube上的《圣婴二十默想》，伊冯娜·洛里奥（英语：Yvonne Loriod）演奏钢琴
- YouTube上的《明圣示现的小礼拜三种》，贝特朗·徳·比伊（英语：Bertrand de Billy）指挥洛桑室内乐团（英语：Orchestre de Chambre de Lausanne）
- bilibili上的《图伦加利拉交响曲》，长野健指挥蒙特利尔交响乐团
- YouTube上的《百鸟苏醒》，汉斯·罗斯鲍德指挥西南广播电台巴登巴登与弗莱堡交响乐团，伊冯娜·洛里奥演奏钢琴
- YouTube上的《异国鸟》《时间色彩》，皮埃尔·布列兹指挥跨当代合奏团
- YouTube上的《鸟类图志》（选段），皮埃尔-洛朗·艾马尔演奏钢琴
- YouTube上的《七俳句》，皮埃尔·布列兹指挥跨当代合奏团
- 《峡谷至群星……》 （页面存档备份，存于），英戈·梅茨马赫尔（英语：Ingo Metzmacher）指挥北德广播爱乐乐团（英语：NDR Radiophilharmonie）
- bilibili上的《亚西西的圣方济各》，英戈·梅茨马赫尔指挥荷兰国家歌剧院（英语：Dutch National Opera），皮埃尔·奥迪（英语：Pierre Audi）导演
- YouTube上的《彼岸的闪光……》，英戈·梅茨马赫尔指挥西南广播电台交响乐团